# 大坪弘道
大坪 弘道（おおつぼ ひろみち、1953年 - ）は、日本の元検察官、弁護士。法務省保護局総務課長、大阪地方検察庁特別捜査部長、京都地方検察庁次席検事等を歴任していたが、2010年9月10日に表面化した大阪地検特捜部主任検事証拠改ざん事件において、大阪地検特捜部当時の部下であった元副部長・佐賀元明及び元検事・前田恒彦とともに逮捕・起訴され、1審、2審ともに有罪判決を言い渡された。また、法務大臣からは懲戒免職の処分を受けた。
2013年に確定した判決は懲役1年6月、執行猶予3年。執行猶予期間終了とともに法曹資格を回復。2017年、大阪弁護士会に弁護士登録を申請したものの批判が厳しく、申請取り下げと拒否を経て弁護士登録がかない、元受刑者の就職支援に携わっている。

## 経歴

### 生い立ち
鳥取県八頭郡智頭町生まれ。生まれ育った山間の町を出て鳥取県立鳥取西高校時代から下宿生活を送った。中央大学法学部卒業後、28歳で旧司法試験に合格し、最高裁判所司法研修所司法修習生に採用された。

### 法曹界にて
司法修習修了後は当初、弱者救済のための弁護士志望だったものの、中央大学の先輩の薦めで1984年検事に任官。同期に東京地検次席検事・堺徹、元東京地検特捜部副部長・北島孝久等がいた。
2002年検察の先輩に当たる三井環が逮捕された三井環事件を担当。
和歌山市長の汚職事件では、釈放間際に旅田卓宗から自白を引き出した。また東京地検特捜部検事時代に手がけたオウム真理教事件で、幹部の土谷正実からサリンの製造方法の供述を得るなど、大きな事件で重要な供述を引き出した。2006年には裁判所から判決で脅迫まがいの取り調べがあったなどと批判された。
法務省保護局総務課長、大阪地検特捜部副部長を経て、2005年には神戸地検特別刑事部長に就任し、渡部完宝塚市長の収賄を摘発するなどの成果をあげた。
被疑者と向き合って自白を引き出す手腕は「割り屋」と評された。
2007年から京都地検刑事部長を務め、2008年には大阪地検特捜部長に就任。障害者団体向け割引郵便制度悪用事件などを手掛け、前田恒彦や上田敏晴を重要事件の主任検事に抜擢して重用した。

### 犯人隠避での逮捕
2010年には京都地検次席検事に就任したが、大阪地検特捜部当時の部下であった前田恒彦が大阪地検特捜部主任検事証拠改ざん事件において証拠隠滅の罪で、同年9月21日に逮捕された後、大坪は元特捜検事の最高検察庁公判部長・吉田統宏から任意の取り調べを受けた。当初は「あんなんが最高検の調べか」などと余裕を見せていたが、同年10月1日午後8時半に大阪高等検察庁総務部付に異動した後、およそ1時間後の午後9時47分に大阪高検庁舎内で逮捕された。容疑は、犯人蔵匿の罪であり、前記事件の捜査において、主任検事の前田が故意に証拠の改ざんを行ったことを知りながら、これを隠したとするものである。
その後、大阪地方裁判所の決定を得て、大阪拘置所で勾留され、自宅や京都地検の次席検事室の捜索が行われた。逮捕後に接見した弁護士に対しては「（自分が前田前検事に）プレッシャーを与えてこんなことになったのなら、本当に申し訳ない」と述べたと報道された。大坪は「手違いとの報告を受け、上司にもそう伝えた」と主張したが検察は受け入れず、最高検が世論対策として是が非でも起訴に持ち込もうとしており、（検察側の情報に基づく）報道やかつての部下達の裁判証言は自分以外の責任を軽くしようとする意図を感じたと回想している。
同年10月21日付に大阪地裁に起訴され、その後、同日付で柳田稔法務大臣から懲戒免職の処分が発令された。
2012年3月30日、大阪地裁は大坪に懲役1年6月、執行猶予3年の有罪判決を言い渡した。大坪はこの判決を不服として、同日、大阪高等裁判所に控訴した。しかし大阪高裁は、2013年9月25日、大坪の控訴を棄却。大坪らは上告を断念して、判決が確定した。

### 執行猶予期間の満了後の動向
弁護士法の規定により、禁固以上の刑が確定すると弁護士となる資格を失うが、執行猶予期間が満了すれば弁護士となる資格が回復する。執行猶予期間が満了した大坪は、2017年9月、大阪弁護士会に弁護士登録を申請したが、2018年1月に取り下げた。大阪弁護士会内で大坪の弁護士登録に否定的な意見が多く出ていたことや、同じく大阪弁護士会内で執行猶予期間の満了から弁護士登録までの期間が短いという指摘が出ていたことを、考慮した大坪が弁護士登録申請を取り下げたもの。
2021年、改めて弁護士登録申請を行い認められていたことがわかった。

## 人物
情熱的とされる一方、気分屋と評され「瞬間湯沸かし器」と呼ばれた。大阪地検特捜部長時代は、大坪とは対照的に温厚な性格で知られた副部長・佐賀元明とのコンビで動いた。
任官当時、毎朝仕事前に冷水を全身に浴び気合いを入れて出勤していた。同僚や上司からの愛称は「つぼやん」。趣味はハイキングで花を観賞すること。
逮捕後、大阪拘置所では弁護士から司馬遼太郎や相田みつをの著作の差し入れを受けた。
勾留中も入浴時間の終わりに冷水を何杯も体に浴びせて、刑務官に声を掛けられたことを自著のなかで明かした。
勾留は120日間に及び、裁判では改ざんを指示したという検察側の主張に徹底抗戦したが、勾留中から執行猶予期間にかけて、検察への憤りから、被疑者・被告人とその家族へ思いが至らなかったことへの反省が増すなど心境が変化していったという。今後は更生支援だけでなく、不当捜査や冤罪の被害者弁護にも取り組みたいとしている。

## 著作
- 「ふれあい 街ぐるみ--第53回"社会を明るくする運動"に寄せて」『法学教室』通号274 2003年7月
- 「勾留百二十日」『文藝春秋』2011年12月号
- 郷原信郎と大坪弘道の対談「元特捜部長が反省悔悟、そして検察批判」『検察崩壊～失われた正義』第2章 毎日新聞社、2012年 ISBN 9784620321479

## 関連書籍
- 朝日新聞取材班『証拠改竄 特捜検事の犯罪』朝日文庫 2013年8月
- 村木厚子『私は負けない 「郵便不正事件」はこうして作られた』中央公論新社 2013年10月
- 弘中惇一郎『無罪請負人刑事弁護とは何か?』角川oneテーマ21 2014年4月